# Netzparallelbetrieb
Netzparallelbetrieb bezeichnet den Betrieb von parallel zum Stromnetz verschalteten Energiequellen. Diese sind meistens kleine, dezentrale Quellen wie Windenergieanlagen, Solarstromanlagen oder Blockheizkraftwerke. Die dort gewonnene Energie wird nicht in ein Inselnetz, sondern in das Verbundnetz eingespeist. Durch das Erneuerbare-Energien-Gesetz und das Kraft-Wärme-Kopplungsgesetz sind die Netzbetreiber in Deutschland dazu verpflichtet, diese Energie abzunehmen. 
Die Spannung und die Frequenz der eingespeisten Energie wird durch das Netz vorgegeben. Im Europäischen Verbundnetz beträgt die Netzfrequenz 50 Hz und die Spannung für das Niederspannungsnetz 230 V/400 V. Bei kleinen Solar- und KWK-Anlagen wird in das Niederspannungsnetz eingespeist. Windkraftanlagen und größere Blockheizkraftwerke sowie Biogasanlagen sind an das Mittelspannungsnetz angeschlossen und große Windparks speisen auch auf Hochspannungsebene ein.  
Für die Einspeisung muss eine Genehmigung vorliegen und die technischen Vorschriften des jeweiligen Netzbetreibers müssen eingehalten werden. Auf der Einspeiseseite wird dazu ein Wechselrichter oder Umrichter eingesetzt, aber auch Asynchron- und Synchrongeneratoren. In Deutschland ist für Kleinsteinspeiser eine Einrichtung zur Netzüberwachung mit zugeordneten Schaltorganen (ENS) vorgeschrieben, ersatzweise eine jederzeit dem EVU zugängliche Trennstelle. Dies soll z. B. bei geplanten Netzabschaltungen einen Inselnetzbetrieb verhindern, der die Wartungsmannschaft gefährden kann.